# Jaroslav Someš
Jaroslav Someš (* 21. června 1941 Praha) je český herec, divadelní historik, publicista a recenzent.
Jeho kariéra začala v dětství, kdy hrál ve filmech režiséra Otakara Vávry Jan Žižka a Proti všem. V roce 1968 vystudoval činoherní herectví na Janáčkově akademii múzických umění v Brně a věnoval se hlavně divadlu. V České televizi byl v devadesátých letech moderátorem, mj. v pořadech, které se věnovaly výpočetní technice, jako moderátora jej bylo možné vidět i v seriálu parodií na diskusní pořady Studio Kroměříž (vysíláno v roce 1993).